# Euclystis perplexa
Euclystis perplexa är en fjärilsart som beskrevs av William Schaus 1911. Euclystis perplexa ingår i släktet Euclystis och familjen nattflyn. Inga underarter finns listade i Catalogue of Life.